# Рурк, Констанс
Констанс Рурк Мэйфилд (англ. Constance Mayfield Rourke) (14 ноября 1885 года — 29 марта 1941 года) — американская писательница, педагог, филолог, фольклорист, этнограф и специалист в области популярной культуры.

## Биография
...
" Эмоциональный человек не может не обладать юмором, но юмористы, как правило, имеют глубоко запрятанные от посторонних глаз эмоции" "
Констанс Рурк Мэйфилд родилась в Кливленде, штат Огайо, училась в Сорбонне и в колледже Вассар. Преподавала в Вассаре с 1910 по 1915 год. Скончалась в Гранд-Рапидс, Мичиган в 1941 году.
Рурк специализировалась в области американской популярной культуры. Она написала многочисленные критические статьи для журналов, таких как «НациЯ» и Новая Республика (The Nation и The New Republic).

Констанс Рурк Мэйфилд более известна как писательница, написавшая биографии и биографические очерки выдающихся американских деятелей, таких как Джон Джеймс Одубон, П. Т. Барнум , Лотта Крэбтри, Дэви Крокетт, и Чарльз Шилер (John James Audubon, P.T. Barnum, Lotta Crabtree, Davy Crockett и Charles Sheeler). Рурк является также автором книг, посвященных различным явлениям американской культуры и истории. Наиболее популярной является её книга «Американский юмор: исследование национального характера» (American Humor: A Study of the National Character) впервые опубликованная в 1931 году. В 1930-е годы она работала в рамках федерального арт-проекта по организации работ в «Progress Administration». Эта её работа имела важное значение для науки Американистики и для Американской литературы.

## Наследие
Работы Рурк, особенно ее «American Humor: A Study of the National Character»,  оказали заметное влияние в начале XX века на изучение американской массовой и народной культуры. После смерти её произведения регулярно включаются в антологии по литературе.
Многие её произведения были напечатаны в современных антологиях и научных исследованиях, многие её высказывания стали крылатыми выражениями в американской культуре. Наиболее важной из книг, цитирующих Рурк, является книга Майкл Деннинга о современной культуре.
Известный американский критик Greil Маркус написал в 2004 году введение к изданию книги Рурк «American Humor: A Study of the National Character».